# Megido
Megido (hebrejsky מגידו) bylo starověké město a v letech 1800–600 př. n. l. významné středisko Galileje. Bylo umístěno na strategickém místě v Jizre'elském údolí, stála zde mohutná pevnost a stáje, díky kterým se město stalo centrem chovu koní pro vojsko. Megido bývá také ztotožňováno s místem zvaným Armagedon (od Har Megido, dosl. „Hora Megido“), kde se mají podle knihy Zjevení shromáždit všechna vojska k poslední bitvě na konci světa.
Dnes je místo důležitou archeologickou lokalitou Tel Megido (arab. Tel el-Mutesillim), jednou z nejvýznamnějších a nejpůsobivějších v Izraeli. Roku 2005 byla lokalita zapsána spolu s dalšími dvěma tely zmíněnými v Bibli (Chacor a Be'er Ševa) jako památka světového dědictví na seznam UNESCO. Nedaleko se nachází kibuc Megido a vojenské vězení, kde jsou drženi palestinští Arabové obžalovaní z terorismu.

## Historie Megida

Lokalizace Megida

### Vznik Megida

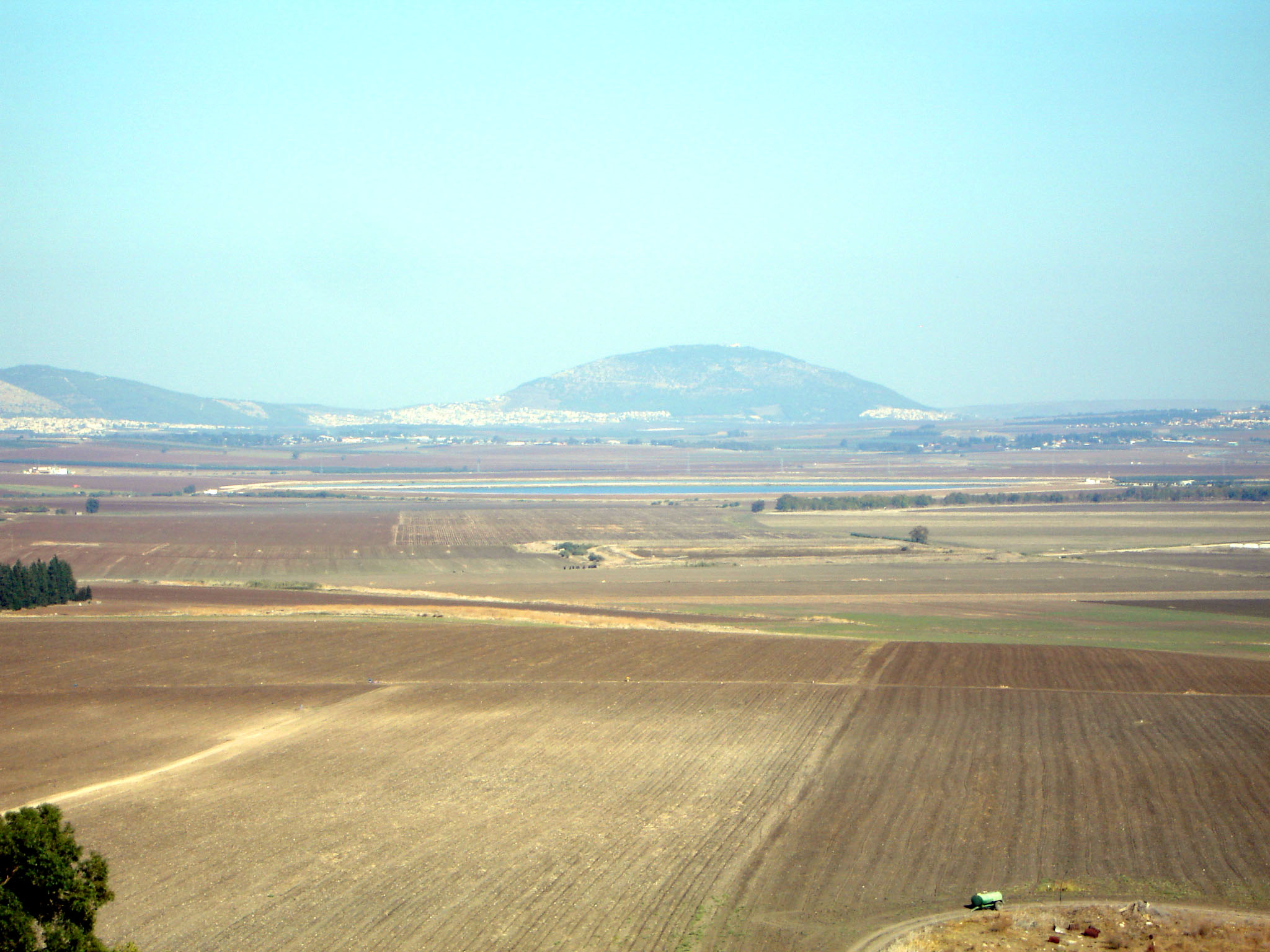
Pohled z Megida do Jizre'elského údolí

Megido se nachází na strategickém místě v Jizre'elském údolí, ze kterého bylo možné kontrolovat jediný velký průsmyk mezi pohořím Karmel a Menaše, kudy procházela Via Maris, nejvýznamnější obchodní stezka mezi Egyptem a Mezopotámií. Z Megida tak bylo možné zároveň ovlivňovat jak obchod, tak i mocenské zájmy. Pláň v údolí, které se rozkládalo pod Megidem, se proto stávala místem, kde se odehrávaly strategicky významné bitvy.
Megido bylo poprvé osídleno již v chalkolitu ve 4. tisíciletí př. n. l., kdy zde vyrostla malá vesnice se svatyní. Počátkem 3. tisíciletí př. n. l. (doba bronzová) již bylo Megido městem, obklopeným silnými hradbami. Domy byly řazeny do ulic, někdy dlážděných a opatřenými stokami. Město bylo v následujících staletích několikrát zničeno a obnoveno, až se v 1. polovině 2. tisíciletí př. n. l. stalo jedním z center správy egyptské říše, která o tuto oblast měla velký zájem. V polovině 2. tisíciletí však koalice Kenaanců, která měla podporu mittanské říše, povstala roku 1478 př. n. l. proti egyptské nadvládě. Okolo roku 1350 př. n. l. bylo město znovu zničeno a vzápětí obnoveno. V polovině 12. století však do oblasti začali pronikat Pelištejci (jeden z tzv. mořských národů), kteří Megido zpustošili natolik, že dalších sto let zůstalo opuštěné.

### Období izraelského království
Poté, co se situace po vpádu mořských národů uklidnila, začal se do kenaanských měst opět vracet život. Megido nebylo výjimkou, a tak zhruba v polovině 11. století bylo osídleno Pelištejci. V druhé polovině 10. století však bylo město vypleněno egyptským králem Šešonkem I., který zde sice zanechal na oslavu vítězství svou stélu, ale brzy se z oblasti stáhl. Kenaanští obyvatelé se nicméně z této rány již nevzpamatovali, čehož využili Omríjovci, vládcové rodícího se izraelského království, kteří Megido a celé Jizre'elské údolí obsadili.
Za jejich vlády bylo v polovině 9. století město o rozloze 6 ha obehnáno mohutnými kasematovými hradbami o šířce 3,5 m a výšce 6 m. Komorovitá konstrukce hradeb je činila pevnějšími a odolnějšími vůči nepřátelskému obléhání. Dutý prostor uvnitř hradeb navíc sloužil k ubytování vojska a jako skladiště. Na severní straně vrcholu nechali Omríjovci navíc postavit šestikomorovou vstupní bránu, která byla typickým prvkem tehdejších pevností.

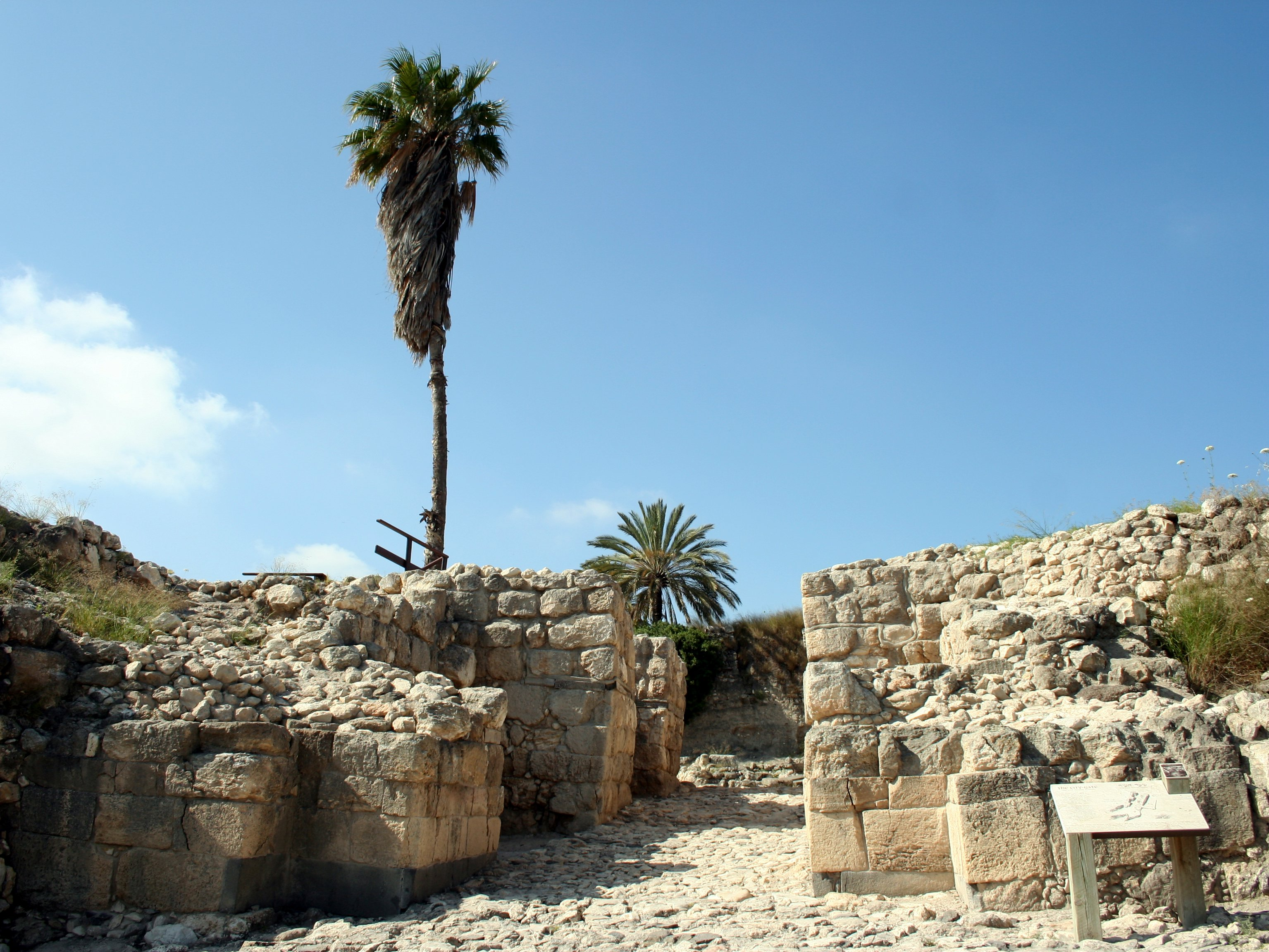
Trosky šestikomorové brány

Roku 835 př. n. l. však do izraelského království vpadl Chazael, král sousedního Aram-Damašku, který Megido zničil a severní oblast izraelského království zabral. Ke konci 9. století byl však Aram-Damašek napaden Asýrií, a byl proto nucen se z Izraele stáhnout a bránit své vlastní území na východě. Izraelští králové (zejména Jeroboám II.) toho hbitě využili, získali zpět ztracená území a začali s obnovou poničených pevností. Izrael se navíc začal zapojovat do mezinárodního obchodu.
V této době byly v Megidu vybudovány stáje, ve kterých mohlo být ustájeno až několik set koní. O kvalitě megidského chovu hovoří i fakt, že když byla pevnost později obsazena Asyřany, stala se z megidské jízdy elitní vojenská jednotka asyrského krále.

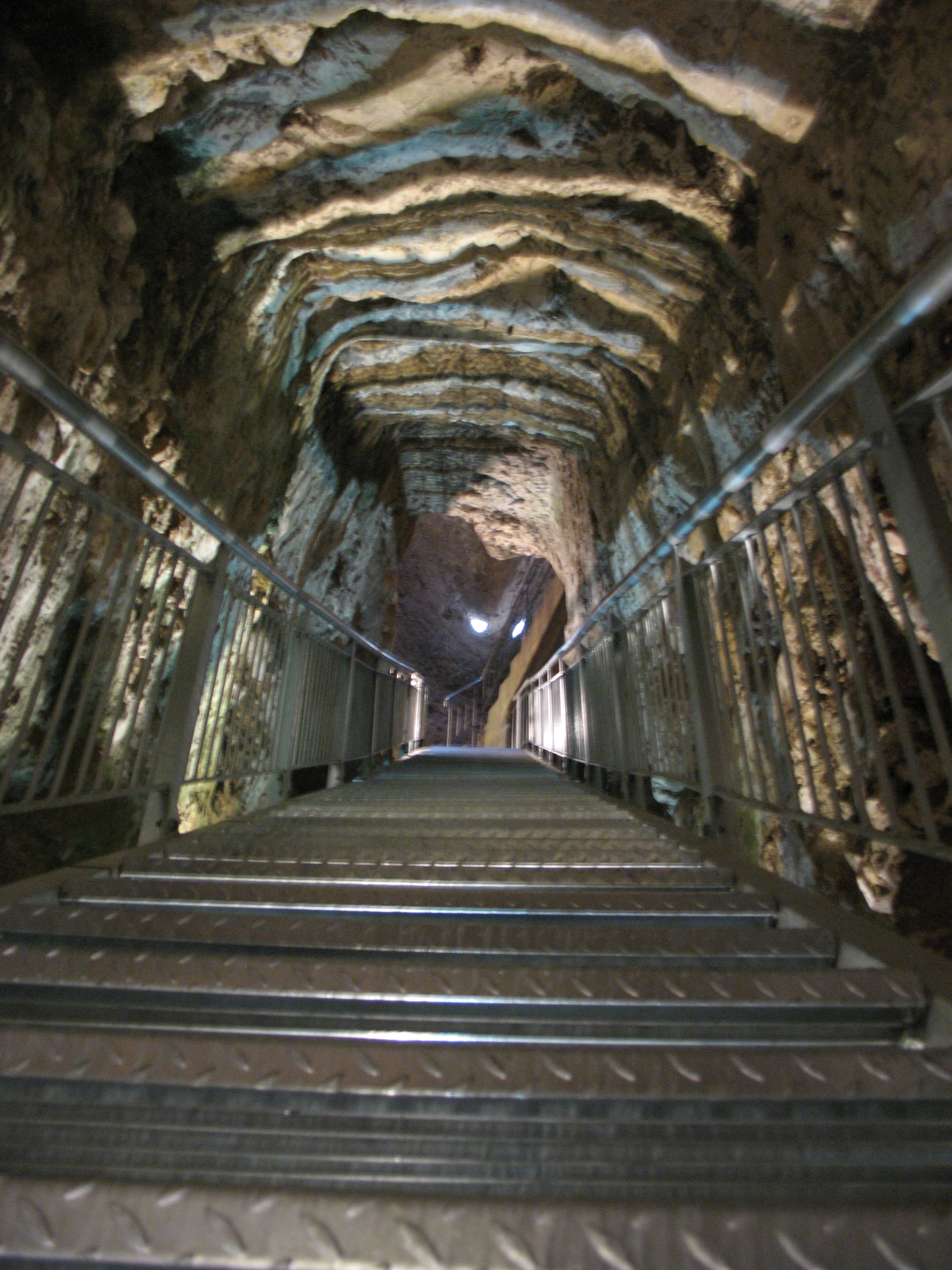
Podzemní tunel v Megidu

Protože však Megido stálo na vrcholu kopce, bylo velmi problematické jeho zásobování vodou. Nejbližší pramen se nacházel v úbočí kopce a pevnost od něj mohla být při obležení snadno odříznuta. V době budování stáje byl proto vyhlouben i hluboký podzemní tunel, do kterého se sestupovalo 25 m hlubokou šachtou a dále se pokračovalo 80 m horizontálně až ke zmíněnému prameni, kolem kterého byla zvenčí postavena silná zamaskovaná zeď.
Po smrti Jeroboáma II. se však v izraelském království rozpoutal boj o moc, čehož Asýrie využila a celkem snadno obsadila sever Izraele, Megido roku 734 př. n. l. Město však tentokrát nebylo zničeno, ale stalo se centrem nové asyrské provincie.

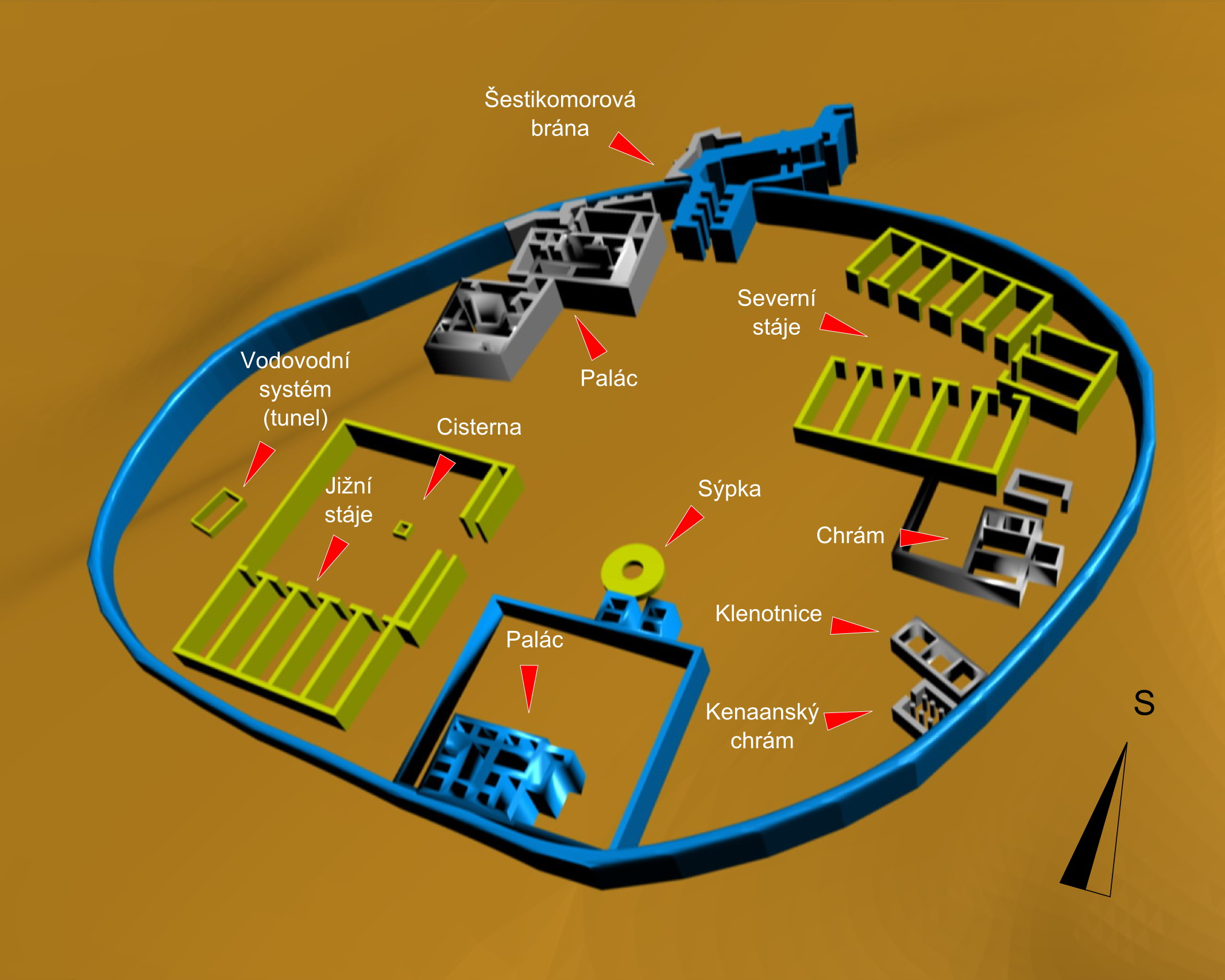
Model Megida, modrá: 9. stol., žlutá: 8. stol.

### Zánik
Když začala moc asyrské říše upadat, začali spolu o vládu nad městem bojovat egyptský faraon a judský král Jóšijáš. V následné bitvě v roce 609 př. n. l. Jóšijáš zahynul. Tato bitva pro Megido znamenala zkázu – ze správního města oblasti se stala ubohá vesnice, která již nikdy nedosáhla původní slávy. Ke konci 4. století př. n. l. sice s Alexandrem Velikým přišlo i množství přistěhovalců, ti však nové město založili mimo pahorek.

### Megido v moderních dějinách
Dějištěm bitvy se Megido stalo ještě jednou – roku 1918 zde v bitvě u Megida vojska Trojdohody, vedená generálem Edmundem Allenbym, zlomila osmanský odpor v regionu.
Když byl roku 1964 Pavel VI. na vůbec první papežské návštěvě ve Svaté zemi, bylo Megido pro svůj význam pro judaismus i křesťanství vybráno jako místo setkání papeže s izraelským prezidentem Zalmanem Šazarem a premiérem Levim Eškolem.

## Současné Megido

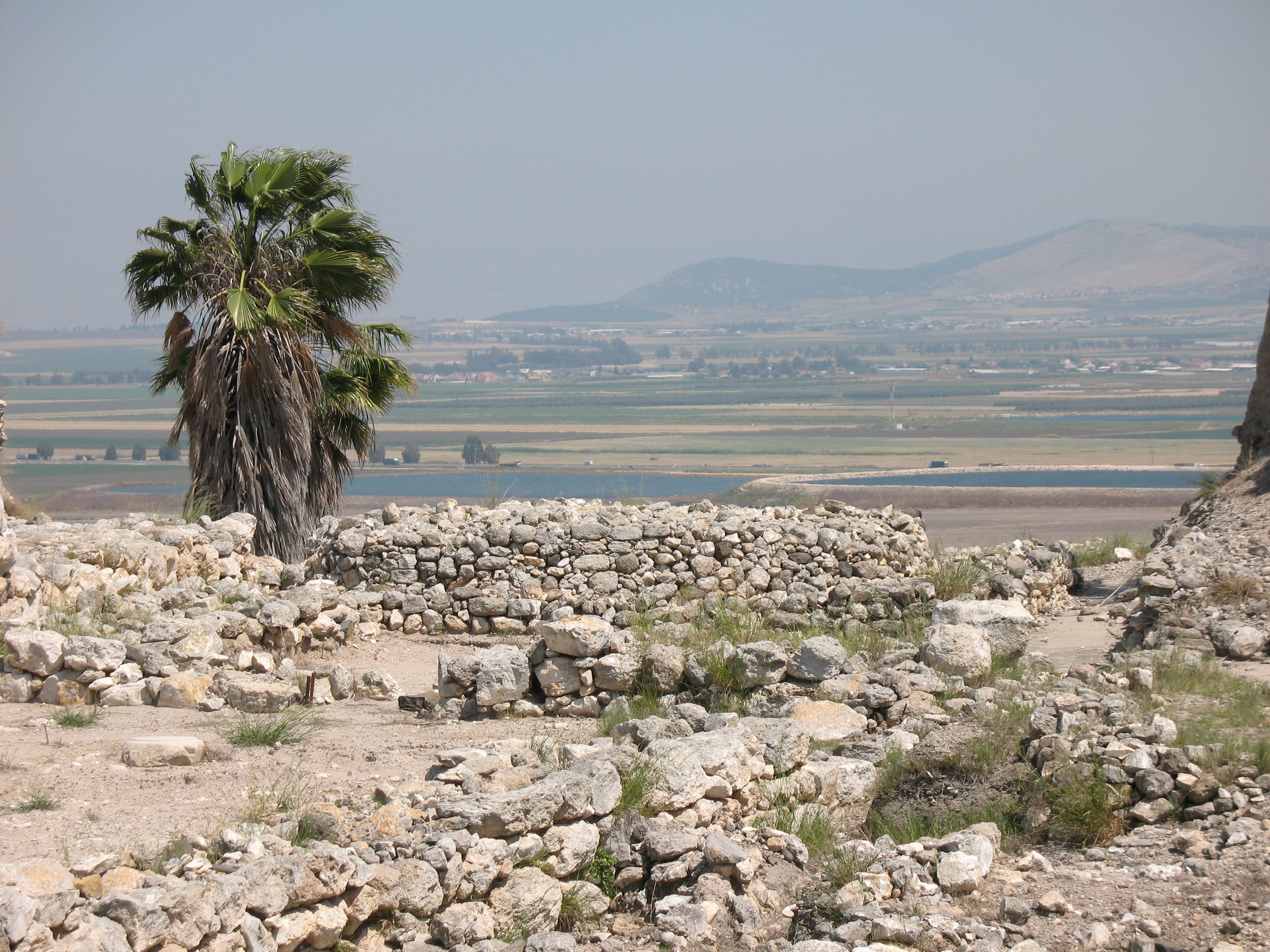
Trosky Megida, v pozadí Jizre'elské údolí

### Archeologický průzkum
Po zničení na konci 7. století př. n. l. bylo Megido na dlouhou dobu zapomenuto. V Bibli se nachází o Megidu jen pár nepatrných zmínek, a tak se archeologové zprvu soustředili na mnohem významnější biblická místa. Teprve v letech 1903–1905 provedla Deutsche Orientgesellschaft pod vedením Gottlieba Schumachera první vykopávky. Mezi lety 1925–1939 pokračovala ve vykopávkách expedice z University of Chicago, která chronologicky zařadila jednotlivé vrstvy města a opevnění Megida spojila s králem Šalomounem, zejména pod vlivem biblického vyprávění.

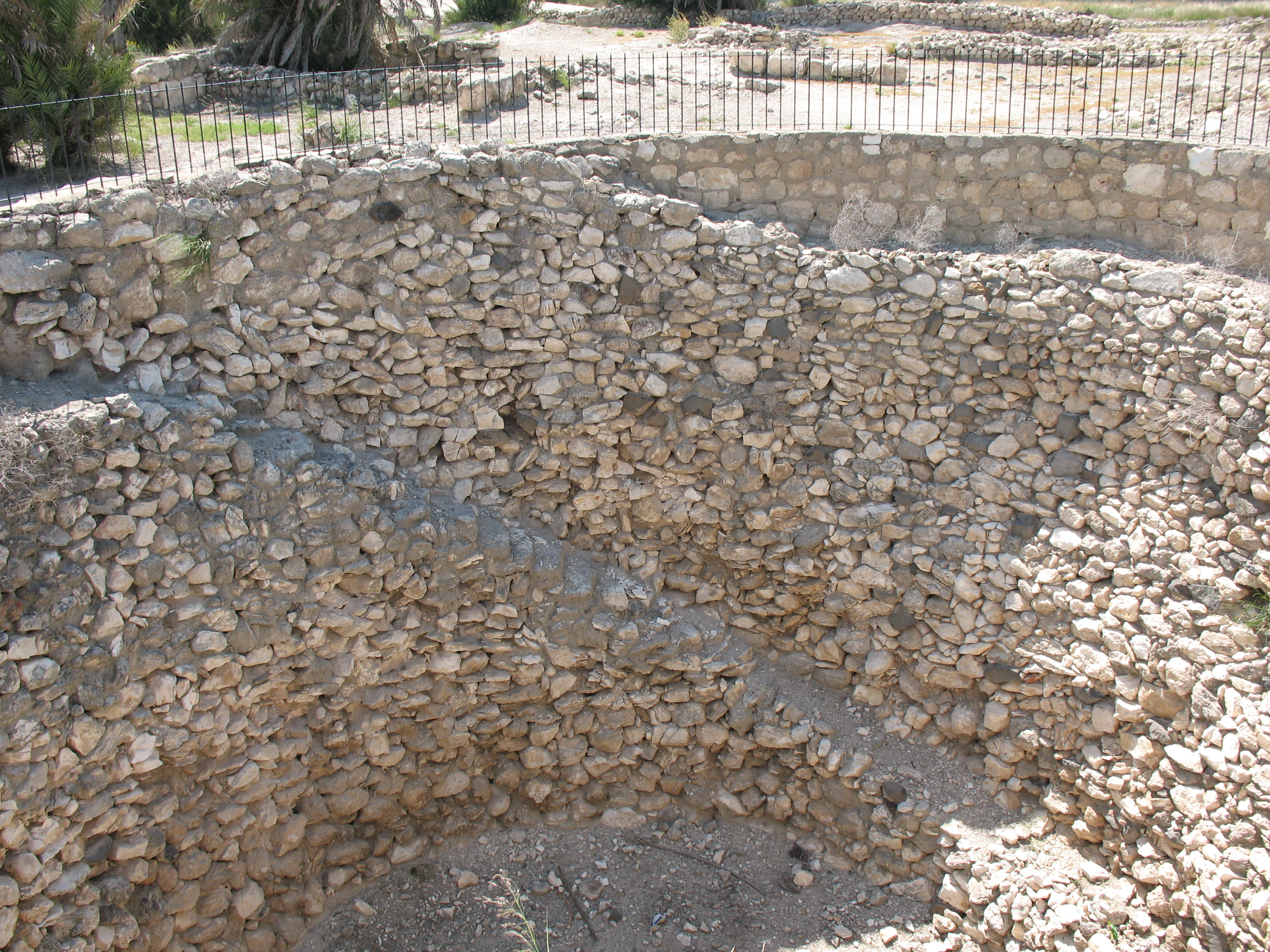
Sýpka

V letech 1960, 1966 a 1967 však Megido prozkoumal Jigael Jadin a začalo se ukazovat, že tzv. „Šalomounovy stáje“ byly postaveny až o několik století později, než se zprvu předpokládalo. Další výzkum, který probíhá pod vedením Israela Finkelsteina a Davida Usiškina dodnes, však ukázal, že i Jadinova chronologie byla chybná a že mohutné opevnění bylo vystaveno až několik staletí po Šalomounovi.
Archeologický průzkum Megida náhle získal nový rozměr. Biblické knihy totiž úspěchy nenáviděných izraelských králů zamlčují, jejich slavné činy připisují Šalomounovi, a archeologický materiál z Megida se tak stal významným pramenem nejen pro historii Megida samotného, ale i pro rekonstrukci dějin izraelského království.

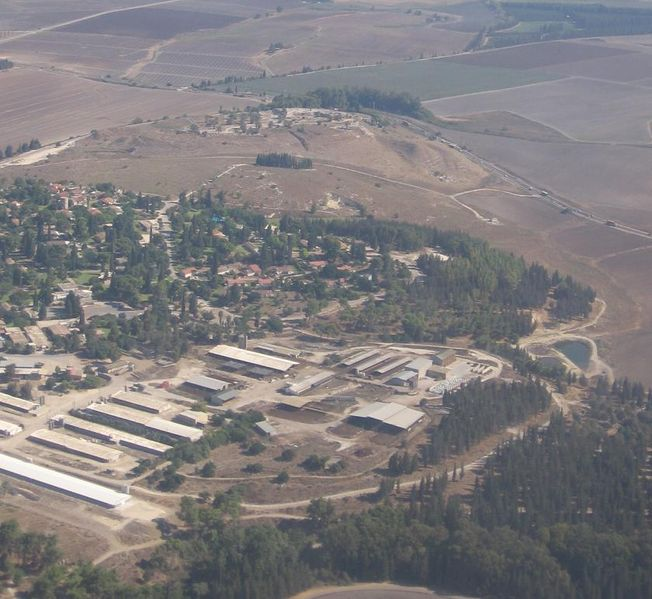
Kibuc Megido, v pozadí starověké sídliště

### UNESCO
Roku 2005 bylo Megido spolu s dalšími dvěma tely zmíněnými v Bibli (Chacor a Be'er Ševa) zapsáno na seznam světového dědictví, a to zejména z důvodu, že tyto tely vydávají svým opevněním a vodními systémy jedinečné svědectví o rozvinuté kultuře doby železné v oblasti Levanty a kulturních kontaktech mezi Egyptem, Mezopotámií a Foinikií. Neposledním důvodem pak jistě byla i pozice Megida v biblických dějinách a jeho význam pro judaismus i křesťanství.

### Dnešní okolí
Pod Megidem dnes již neputují karavany po Via Maris, průsmyk v Megidu je však stále pro dopravu výhodnou cestou, a tak přímo pod Megidem dodnes vede silnice, která zhruba kopíruje trasu starobylé cesty.
V těsné blízkosti Megida se dnes také nachází kibuc Megido a věznice, kde jsou zadržováni Arabové obžalovaní z terorismu. Ve věznici byla objevena byzantská mozaika.